# Winston (Apfel)

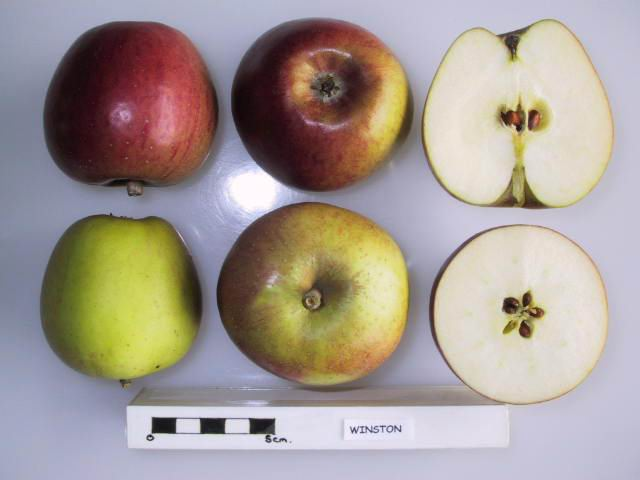
Querschnitt Winston-Apfel

Winston ist der Handelsname einer Apfelsorte (Malus domestica).

## Beschreibung
Winston  ist eine Hybride aus der Kreuzung von Cox Orange Pippin und Worcester Pearmain. Sie wurde 1920 von William Pope im Welford Park, Berkshire, England gezüchtet, 1935 eingeführt als Winter-King (Winter König) und 1944 in Winston umbenannt. 1944 mit dem Royal Horticultural Society Award of Merit ausgezeichnet. Dieser Apfel wird in der National Fruit Collection unter der Zugangsnummer: 1974 - 410
und dem Zugangsnamen: Winston (LA) geführt.
Die Früchte haben ein festes, fein strukturiertes, saftiges Fruchtfleisch mit einem süßen und aromatischen Geschmack. Die Sorte ist sehr resistent gegen Apfelschorf.
Winston hat eine mittlere Fruchtgröße; konische Kugelform; mit schwachen Venen und schwacher Krone; Epidermis mit einer gelbgrünen Hintergrundfarbe, mit einem leuchtend roten Umschlag, der Bedeutung des oberen farbigen Umschlags und dem Muster der Umschlagfarbstreifen von dunklerem Rot und gebrochenem, „rostrotem“ (grobe oberflächliche Bräunung, die einige Sorten aufweisen) sehr gering; die Haut mit reichlich mittelhellen Lentizellen; Auge groß und offen, befindet sich in einer tiefen und mäßig schmalen Fassung, die oft gerippt ist; kurzer und robuster Stiel, platziert in einer tiefen und engen Höhle; Fleisch ist weiß bis hellgrün, feinkörnig und fest. Saftiger und süßer Geschmack, stark, aromatisch, mit einem Hauch von Nuss.

## Verwendung
Die Erntezeit beginnt Anfang Oktober. Nach 5 Monaten am kühlen Lagerort werden die gelagerte Äpfel süßer und aromatischer.
Es ist ein guter Apfel für ein frisches Dessert auf dem Tisch und auch gut geeignet für einen leckeren und erfrischenden Apfelsaft.